# Ekaterina Nikolaevna Almedinguen
Ekaterina (ou Elizaveta) Nikolaievna Almedinguen (18 de setembro de 1853 — 20 de janeiro de 1887) foi uma escritora infantil e tradutora russa do século XIX. Escrevia suas obras sob o pseudônimo de E. Aleksandrova.

## Biografia
Nasceu em 18 de setembro de 1853. De uma família nobre, irmã de Aleksei e Aleksandr Almedinguen. Suas sobrinhas Aleksandra Alekseievna e Natália Alekseievna também se tornaram escritoras.
Concluiu o curso no Ginásio Feminino de Nijni Novgorod. Trabalhava ensinando russo e história.
Era uma colaboradora frequente das revistas infantis "Vospitanie i obutchenie" (Educação e ensino), "Ródnik" (Manancial, cujo redator era o irmão dela) e "Zadushevnoe slovo" (Palavra gentil), nos quais se publicavam seus artigos biográficos e etnográficos, e publicou cartas de Nijni Novgorod, traduções e compilações no jornal "Novosti" (Notícias), entre os anos de 1883 e 1887. Na "Vospitanie i obutchenie" foi publicado em 1882 seu livro "Iz vospominani detstva" (Das lembranças da infância); na "Ródnik", em 1886, sua novela "Istoria malenkoi shvei" (História de uma pequena costureira); no "Zadushevnoe slovo", em 1883, seus poemas "Po Volge" (Pelo Volga), "Prokazi leshego" (Travessuras de um silvano), e "Otcherk iz sibirskoi jizni" (Esboço da vida siberiana); apareceram em separado "I. P. Kulibin, russki mekhanik-samoutchka" (I. P. Kulibin, o mecânico-autodidata russo), em 1882, e o conto "F. N. Slepushkin", em 1885.
Faleceu em 20 de janeiro de 1887. Depois da morte de Almedinguen, foram publicados em 8 — 10 livretos "Novi" (Terra virgem), no ano de 1888, os seus quadros da vida familiar "Oshiblis".